# Калата (деревня)
Калата — западный микрорайон города Первоуральска Свердловской области, ранее деревня.

## Географическое положение
Калата — западный микрорайон города Первоуральска, между реками Чусовой и Шайтанкой (левого притока Чусовой). В окрестностях расположены садовые участки, карьер, отвалы.

## История
Название «калата» или «калатья» с тюркского означает яма, шахта.
Первоначально поселение рабочих, занятых на добыче кварцитов для Калатинского медеплавильного завода. В 1941 году вокруг барака выросла деревенька. 5 октября 1922 г. Построено первое общежитие для рабочих Калатинского медеплавильного завода, рассчитанное на 50 рабочих семей.